# Ланча Каппа
Ланча Каппа или Ланча К е автомобил, произвеждан между 1994 и 2001 г. от италианския производител „Ланча“.

## История
Моделът е показан на автомобилния салон в Париж през 1994 г. Моделът показва съвсем нова насоченост в линиите и визията на новите си модели. Дизайнът е дело на Пининфарина. Моделът е наследник на Ланча Тема, която използва същата платформа като Алфа Ромео 164, ФИАТ Крома и СААБ 9000. Седанът се произвежда в завода на ФИАТ Ривалта в Торино, купе версията в Кивиасо (една от първите фабрики на Ланча) и комби версията също в Торино.

## Дизайн
Пининфарина дава нова насока на визията на седаните „Ланча“ с представянето на модела Каппа. Каросерията е стил седан-купе и предава спортен вид на модела. Правите линии предават елегантност и подчертават леко консервативни форми спрямо седаните на марката от 60-те години. Умалената решетка и предните габарити предават стилно и подредено излъчване. Задните стопове също са в стила на модела и хоризонталното им разположение е нещо ново за седаните на марката.

## Производство
- Ланча Каппа седан – 104 752 екземпляра
- Ланча Каппа комби – 9208 екземпляра
- Ланча Каппа купе – 3271 екземпляра